# Fulko Neuillyjski
Fulko Neuillyjski, francoski pridigar za četrto križarsko vojno in od leta 1191 duhovnik v Neuilly-sur-Marne, † 2. maj 1202.
Kot duhovnik v Neuillyju je v Parizu obiskoval predavanja teologa Petra Kantorja. Začel je pridigati in zaslovel zaradi svoje pobožnosti in govorništva. Papež Inocenc III. ga je zato leta 1199 povabil, naj pridiga za četrto križarsko vojno. 
Fulko Neuillyjski je imel velik vpliv na leicesterskega grofa Simona Montfortskega, ki je nekaj časa sodeloval v četrtem križarskem pohodu in je bil pomemben voditelj albižanskega križarskega pohoda in njegovo ženo Alix Montmorencyjsko.
Njegovo navdušenje pri opravljanju njegovega poslanstva je sprožilo govorice, da si je prisvojil velike vsote denarja, ki ga je zbral za križarski pohod. Umrl je še preden se je križarski pohod preusmeril proti Konstantinoplu.

## Vira
- Friedrich Wilhelm Bautz: Fulko von Neuilly. Biographisch-Bibliographisches Kirchenlexikon (BBKL). 2. zvezek, Hamm 1990, ISBN 3-88309-032-8, str. 153–154.
- Louis Bréhier: Foulque de Neuilly. The Catholic Encyclopedia. 6. zvezek. Robert Appleton Company, New York 1909.